# شريان حلزوني قضيبي
شرايين حلزونية قضيبية تقع في القضيب في جسم كهفي قضيب.